# Czescy posłowie do Parlamentu Europejskiego 2014–2019
Czescy posłowie VIII kadencji do Parlamentu Europejskiego zostali wybrani w wyborach przeprowadzonych 23 i 24 maja 2014.

## Lista posłów
Wybrani z listy ANO 2011
- Dita Charanzová
- Martina Dlabajová
- Petr Ježek
- Pavel Telička

Wybrani z listy TOP 09 i STAN
- Luděk Niedermayer
- Stanislav Polčák
- Jiří Pospíšil
- Jaromír Štětina

Wybrani z listy Czeskiej Partii Socjaldemokratycznej
- Jan Keller
- Pavel Poc
- Miroslav Poche
- Olga Sehnalová

Wybrani z listy Komunistycznej Partii Czech i Moraw
- Jaromír Kohlíček, poseł do PE od 4 lutego 2016
- Kateřina Konečná
- Jiří Maštálka

Wybrani z listy Unii Chrześcijańskiej i Demokratycznej – Czechosłowackiej Partii Ludowej
- Pavel Svoboda
- Michaela Šojdrová
- Tomáš Zdechovský

Wybrani z listy Obywatelskiej Partii Demokratycznej
- Evžen Tošenovský
- Jan Zahradil

Wybrany z listy Partii Wolnych Obywateli
- Jiří Payne, poseł do PE od 5 września 2017

Byli posłowie VIII kadencji do PE
- Miloslav Ransdorf (Komunistyczna Partia Czech i Moraw), do 22 stycznia 2016, zgon
- Petr Mach (Partia Wolnych Obywateli), do 31 sierpnia 2017